# Mahucutah
Mahucutah var enligt Mayansk mytologi i dagens Mexiko en av de första fyra männen.